# Pasites tropica
Pasites tropica là một loài Hymenoptera trong họ Apidae. Loài này được Cockerell mô tả khoa học năm 1933.